# Лайно-Кастелло
Лайно-Кастелло (італ. Laino Castello, сиц. Lainu Castiellu) — муніципалітет в Італії, у регіоні Калабрія,  провінція Козенца.
Лайно-Кастелло розташоване на відстані близько 370 км на південний схід від Рима, 130 км на північний захід від Катандзаро, 80 км на північ від Козенци.
Населення — 860 осіб (2014).
Щорічний фестиваль відбувається 9 листопада. Покровитель — San Teodoro.

## Демографія
Населення за роками:

Станом на 1 січня 2023 року в муніципалітеті офіційно проживало 12 іноземців з 3 країн, серед них 8 громадян країн Євросоюзу та 2 громадяни України.

## Сусідні муніципалітети
- Аєта
- Лайно-Борго
- Морманно
- Папазідеро
- Віджанелло
- Ротонда